# 터치스톤 픽처스
터치스톤 픽처스(Touchstone Pictures)는 미국의 영화 배급사 중의 하나인 월트 디즈니 스튜디오스 모션 픽처스의 상표로 월트 디즈니 영화부문의 총괄사장인 론 W. 밀러가 Touchstone Films라는 이름으로 1984년 2월 15일에 설립되었다. 이전에는 영화 부문의 총괄회사인 월트 디즈니 스튜디오의 일원이었으며, 지금은 월트 디즈니 컴패니가 소유하고있다. 영화 제작 연령을 성인 등급 수준으로 정하고 밝으면서도 어두운 분위기의 상업 영화를 제작하는 영화사이다.
2009년에 디즈니에 입성한 이후 5년간 30개의 영화 배급하는 것을 전제로 2011년부터 2016년까지 터치스톤의 상표를 통해서 드림웍스에서 제작한 영화를 배급했다.

## 같이 보기
- 할리우드 픽처스